# Classe di Stiefel-Whitney
In matematica, in particolare in topologia algebrica e in geometria differenziale, le classi Stiefel-Whitney sono un insieme di invarianti topologici di un fibrato vettoriale reale che descrivono le ostruzioni topologiche affinché possano esistere insiemi di vettori linearmente indipendenti e definiti globalmente come sezioni del fibrato vettoriale assegnato. Le classi Stiefel – Whitney sono indicizzate da 0 a n, dove n è il rango del fibrato vettoriale. Se la classe di Stiefel-Whitney di indice i è diversa da zero, allora non possono esistere (n−i+1) sezioni globali linearmente indipendenti del fibrato vettoriale.  Se una classe Stiefel-Whitney di ordine n risulta diversa da zero, significa che ogni sezione del fibrato si annulla in almeno un punto. Se la prima classe di Stiefel-Whitney è diversa da zero, significa che il fibrato vettoriale non è orientabile. Ad esempio, la prima classe di Stiefel-Whitney del nastro di Möbius, inteso come fibrato vettoriale di rette sopra il cerchio, non è zero, mentre la prima classe di Stiefel-Whitney del fibrato di rette sul cerchio, S1×R, è zero.
La nozione di classe di Stiefel-Whitney è stata nominata in onore dei matematici Eduard Stiefel e Hassler Whitney ed 
è un esempio di una classe caratteristica a coefficienti nell'anello Z/2Z associata ai fibrati vettoriali reali.